# Leonid Sedov
Leonid Ivanovitch Sedov (Rostov do Don, 14 de novembro de 1907 — Moscou, 5 de setembro de 1999) foi um físico soviético.